# Ghiacciaio Sabazio
Il ghiacciaio Sabazio (in inglese: Sabazios Glacier) è un ghiacciaio lungo 19 km e largo 6, situato sulla costa di Zumberge, nella parte occidentale della Terra di Ellsworth, in Antartide. In particolare, il ghiacciaio, il cui punto più alto si trova a circa 2.000 m s.l.m., è situato nella regione settentrionale della dorsale Sentinella, nelle montagne di Ellsworth. Da qui esso fluisce verso nord a partire dal versante settentrionale del picco Nikola e scorrendo lungo il fianco occidentale delle cime Sostra, fino ad unire il proprio flusso a quello del ghiacciaio Newcomer, a nord-ovest del monte Lanning. Lungo il suo percorso, il ghiacciaio Sabazio ingrossa il proprio flusso grazie a quelli dei suoi due ghiacciai tributari che gli si uniscono da ovest: lo Skaklya e lo Zhenda.

## Storia
Il ghiacciaio Sabazio è stato così battezzato dalla Commissione bulgara per i toponimi antartici in onore del dio trace Sabazio.